# Жовтанецька сільська рада
Жовтанецька сільська рада об'єднаної територіальної громади— орган місцевого самоврядування у Кам'янка-Бузькому районі Львівської області з адміністративним центром у с. Жовтанці.

## Загальні відомості
Жовтанецька ОТГ створена шляхом об'єднання трьої сільських рад: Вирівської, Великоколоднівської та Жовтанецької.
Перші вибори до Жовтанецької сільської ради відбулися 18 грудня 2016 року.
Першим головою ОТГ обрано Деркач Я.С.
Водоймища на території, підпорядкованій даній раді: річки Жовтанка, Желдець.

## Населені пункти
Сільській раді підпорядковані населені пункти:
- с. Жовтанці
- с. Вихопні
- с. Грабовець
- с. Колоденці
- с. Ставники
- с.Велике Колодно
- с.Печихвости
- с.Честині
- с.Новий Став
- с.Вирів
- с.Вихопні
- с.Якимів
- с. Горпин

## Склад ради
Рада складається з 26 депутатів .

### Керівний склад ради
| ПІБ                        | Основні відомості                                 | Дата обрання | Дата звільнення |
| -------------------------- | ------------------------------------------------- | ------------ | --------------- |
| Деркач Ярослав Степанович  | Сільський голова, 1974 року народження            | 18.12.2017   |                 |
| Янишин Степан Васильович   | Перший заступник сільського голови                |              |                 |
| Максимишин Уляна Василівна | Заступник сільського голови з гуманітарних питань |              |                 |

Депутати сільської ради
| № ВО | Прізвище, ім’я, по батькові  | Відомості про депутата |
| 1    | Лоза Роман Зіновійович       | Громадянин України, народився 28.11.1994 р., освіта вища, безпартійний, студент, місце проживання: с.Велике Колодно                                                                 |
| 2    | Кравець Галина Романівна     | Громадянка України, народилася 03.05.1983 р., освіта вища, безпартійна, ТзОВ "Агро ЛВ Лімітед", землевпорядник, місце проживання: с.Велике Колодно                                  |
| 3    | Шостак Надія Степанівна      | Громадянка України, народилася 03.03.1988 р., освіта вища, безпартійна, завідувач Сектору культури, молоді і спорту Жовтанецької сільської ради, місце проживання: с.Велике Колодно |
| 4    | Поворозник Іван Степанович   | Громадянин України, народився 11.06.1956 р., освіта професійно-технічна, безпартійний, пенсіонер, місце проживання: с.Новий Став                                                    |
| 5    | Лоза Павло Михайлович        | Громадянин України, народився 21.08.1981 р., освіта вища, безпартійний, Кам’нка-Бузький відділ поліції, заступник Кримінальної поліції, місце проживання: с.Новий Став              |
| 6    | Мазуркевич Богдан Васильович | Громадянин України, народився 13.09.1958 р., освіта професійно-технічна, безпартійний, ПП, місце проживання: с.Честині                                                              |
| 7    | Вовк Богдан Петрович         | Громадянин України, народився 27.10.1967 р., освіта загальна середня, безпартійний, ТзОВ "Агро ЛВ Лімітед, робочий, місце проживання: с.Печихвости                                  |
| 8    | Юркевич Андрій Іванович      | Громадянин України, народився 07.01.1961 р., освіта вища, безпартійний, ТОВ "Кроно", електрик, місце проживання: с.Печихвости                                                       |
| 9    | Гнатів Андрій Іванович       | Громадянин України, народився 20.08.1986 р., освіта вища, безпартійний, ТзОВ "Побут Сервіс", директор, місце проживання: с.Горпин                                                   |
| 10   | Гірний Богдан Федорович      | Громадянин України, народився 13.03.1969 р., освіта професійно-технічна, безпартійний, ДП Буський лісгосп, помічник лісничого, місце проживання: с.Горпин                           |
| 11   | Висоцький Андрій Васильович  | Громадянин України, народився 23.06.1994 р., освіта вища, член політичної партії Всеукраїнське об’єднання "Батьківщина", місце проживання: м.Львів                                  |
| 12   | Кук Олег Павлович            | Громадянин України, народився 18.05.1982 р., освіта загальна середня, безпартійний, ПП, місце проживання: с.Якимів                                                                  |
| 13   | Жеребецький Ігор Михайлович  | Громадянин України, народився 29.05.1975 р., освіта вища, безпартійний, Кам’янка-Бузький РЕМ, майстер, місце проживання: с.Грабовець                                                |
| 14   | Бутляр Галина Володимирівна  | Громадянка України, народилася 22.02.1972 р., освіта професійно-технічна, безпартійна, ПП, місце проживання: м .Львів                                                               |
| 15   | Харачко Тарас Іванович       | Громадянин України, народився 08.09.1978 р., освіта вища, безпартійний, Жовківське ОКСЛГП, лісничий, місце проживання: с.Колоденці                                                  |
| 16   | Кухаречко Роман Васильович   | Громадянин України, народився 01.12.1993 р., освіта вища, безпартійний, не працює, місце проживання: с.Колоденці                                                                    |
| 17   | Харина Андрій Миколайович    | Громадянин України, народився 15.09.1986 р., освіта професійно-технічна, безпартійний, ТзОВ "Сід", робітник, місце проживання: с.Жовтанці                                           |
| 18   | Вихопень Ірина Орестівна     | Громадянка України, народилася 20.06.1980 р., освіта вища, безпартійна, Жовтанецька сільська рада, секретар, місце проживання: с.Жовтанці                                           |
| 19   | Коваль Ірина Григорівна      | Громадянка України, народилася 15.04.1986 р., освіта вища, безпартійна, Жовтанецький НВК І-ІІІст., вчитель, місце проживання: с.Жовтанці                                            |
| 20   | Герболка Галина Степанівна   | Громадянка України, народилася 04.08.1975 р., освіта вища, безпартійна, Жовтанецький НВК І-ІІІст., вчитель, місце проживання: с.Жовтанці                                            |
| 21   | Медвідь Іван Михайлович      | Громадянин України, народився 23.11.1970 р., освіта загальна середня, безпартійний, не працює, місце проживання: с.Жовтанці                                                         |
| 22   | Заліско Степан Зіновійович   | Громадянин України, народився 30.10.1988 р., освіта вища, безпартійний, Жовтанецька сільська рада, спеціаліст Сектору культури, молоді та спорту, місце проживання: с.Жовтанці      |
| 23   | Павлів Андрій Петрович       | Громадянин України, народився 07.07.1983 р., освіта вища, безпартійний, Дернівська сільська рада, землевпорядник, місце проживання: с.Жовтанці                                      |
| 24   | Гупало Леся Степанівна       | Громадянка України, народилася 02.03.1991 р., освіта вища, безпартійна, Аптека "Добрий аптекар", завідувач, місце проживання: с.Жовтанці                                            |
| 25   | Причина Богдан Володимирович | Громадянин України, народився 25.09.1990 р., освіта вища, безпартійний, ТзОВ "Міра і К", водій, місце проживання: с.Жовтанці                                                        |
| 26   | Яндва Роман Васильович       | Громадянин України, народився 12.04.1983 р., освіта вища, безпартійний, ТзОВ НВП "Техноваги", інженер-механік, місце проживання: с.Жовтанці                                         |

Примітка: таблиця складена за даними джерела